# Fromberg (Montana)
Fromberg is een plaats (town) in de Amerikaanse staat Montana, en valt bestuurlijk gezien onder Carbon County.

## Demografie
Bij de volkstelling in 2000 werd het aantal inwoners vastgesteld op 486.
In 2006 is het aantal inwoners door het United States Census Bureau geschat op eveneens 486.

## Geografie
Volgens het United States Census Bureau beslaat de plaats een oppervlakte van
1,2 km², geheel bestaande uit land. Fromberg ligt op ongeveer 1139 m boven zeeniveau.

## Plaatsen in de nabije omgeving
De onderstaande figuur toont nabijgelegen plaatsen in een straal van 32 km rond Fromberg.